# Klečka
Kleçkë en albanais et Klečka en serbe latin (en serbe cyrillique : Клечка) est une localité du Kosovo située dans la commune/municipalité de Lipjan/Lipljan, district de Pristina (Kosovo) ou district de Kosovo (Serbie). Selon le recensement kosovar de 2011, elle compte 228 habitants, tous albanais.
Le village est également connu sous le nom albanais de Kleqkë.

## Histoire
Sur le territoire du village se trouve le site de Gradina, dont les vestiges remontent probablement à l'âge du fer ; mentionné par l'Académie serbe des sciences et des arts, il est inscrit sur la liste des monuments culturels du Kosovo.

## Démographie

### Évolution historique de la population dans la localité
| 1948 | 1953 | 1961 | 1971 | 1981 | 1991 | 2011 |
| ---- | ---- | ---- | ---- | ---- | ---- | ---- |
| 135  | 146  | 135  | 192  | 235  | 275  | 228  |

|  |